# Witold Woyda
Witold Woyda, född den 10 maj 1939 i Poznań, Polen, död 5 maj 2008 i Bronxville, USA, var en polsk fäktare.
Han tog OS-guld i herrarnas lagtävling i florett i samband med de olympiska fäktningstävlingarna 1972 i München.